# Seznam novozelandskih biologov
Seznam novozelandskih biologov.

## D
- Joan Dingley
- Doug Dye

## M
- Peter Charles Molan (1943 – 2015) (biokemik)

## N
- Frank Newhook